# فرانك بي. جيمس
فرانك بي. جيمس (بالإنجليزية: Frank B. James)‏ هو ضابط أمريكي، ولد في 21 مارس 1912 في نيو هيفن في الولايات المتحدة، وتوفي في 9 ديسمبر 2004 في ديلافان في الولايات المتحدة.